# Ottilie Patterson
Anna Ottilie Patterson (Comber, 31 gennaio 1932 – Ayr, 20 giugno 2011) è stata una cantante e pianista britannica, divenuta celebre come vocalist della Jazz Band di Chris Barber.

## Biografia

### L'adolescenza
Ottilie Patterson, la più giovane di quattro fratelli, nacque nella contea nordirlandese di Down da Joseph Patterson e Julia Jegers. I due genitori si erano incontrati nella Russia meridionale, lui soldato dell'esercito inglese, lei lì rifugiata dalla Lettonia. E proprio dalla lingua della madre deriva il nome di battesimo della cantante, anglicizzato dal lettone Ottilje. La ragazza crebbe in un ambiente familiare di tradizioni musicali – un nonno era stato suonatore di cornamuse – che ne favorì la passione per la musica; fin da quando frequentava la scuola a Newtownards si dedicò al canto in un coro locale; poi, all'età di nove anni, cominciò a prendere lezioni di pianoforte. L'episodio che la fece innamorare della musica blues risale all'anno seguente, quando a Belfast approdò la pellicola Birth of the Blues con Bing Crosby: colpita profondamente da una scena in cui un gruppo di neri canta cori gospel a un funerale, si dedicò con passione al blues suonandolo al piano. Al Belfast College of Technology, dove studiava arte, Ottilie Patterson entrò in contatto con un compagno di scuola che la introdusse al jazz. Conobbe così il pianismo boogie-woogie di Meade Lux Lewis, le incisioni di Jelly Roll Morton e soprattutto Bessie Smith. Ispirandosi alla grande cantante di colore, la Patterson si impegnò con trasporto nel canto blues e si unì ai Muskrat Ramblers, di cui facevano parte fra gli altri il trombonista “Wild” Al Watt e Derek Martin, il compagno che la aveva iniziata alla musica afro-americana.

### La carriera
Dopo il diploma al college trascorse l'estate a Londra, dove si accostò con riserbo all'ambiente jazz, riscuotendo alla prima opportunità che le fu data un inaspettato successo come vocalist con la sua voce profonda ed espressiva. Alla fine di dicembre 1954 andò a sentire la formazione di Chris Barber, dalla quale agli inizi dell'esibizione fu snobbata finché il pianista non accennò gli accordi di apertura del brano tradizionale Careless Love; la Patterson si lanciò in un'interpretazione del motivo alla maniera di Bessie Smith creando nei musicisti una tale impressione che Barber la volle tenere con sé nella sua Jazz Band, con la quale la cantante iniziò la carriera professionistica la settimana seguente in un concerto alla Royal Festival Hall.
Lo stile della Patterson si arricchì alla fine degli anni cinquanta, quando Barber prese contatto con importanti bluesmen statunitensi invitandoli in Inghilterra. Assieme alla formazione di Barber, la cantante andò in tournée con nomi del calibro di Big Bill Broonzy, Sister Rosetta Tharpe, Sonny Terry, Muddy Waters e Brownie McGhee. Ottilie Patterson e Chris Barber si sposarono nel 1959, ma il matrimonio non interruppe le impegnative tournée della Jazz Band in patria e negli Stati Uniti; e anche al di là dell'Atlantico la cantante nordirlandese ottenne un lusinghiero successo di critica e di pubblico.
Al culmine del trionfo, Ottilie Patterson cominciò a soffrire di gravi disturbi alla gola, e perciò nel 1963 dovette ritirarsi provvisoriamente, esibendosi occasionalmente con la formazione del marito, ma i problemi alla gola la costrinsero ad abbandonare le scene definitivamente nel 1973. La sua ultima fatica fu una serie di concerti a Londra con il marito che ebbero luogo lo stesso anno del divorzio fra i due artisti. Queste esibizioni musicali sono stati raccolte in Madame Blues and Dr Jazz.
Dopo la separazione, la cantante si stabilì ad Ayr, e lì nel 2011 si spense in una casa di riposo.

## Discografia

### Album
- 1955 - Echoes of Harem (con la Chris Barber’s Jazz Band)
- 1959 - Barber in Berlin (con la Chris Barber’s Jazz Band)
- 1959 - Ottilie’s Irish Night (con Chris Barber)
- 1960 - The Best of Chris Barber (con la Chris Barber’s Jazz Band)
- 1961 - Barber at the London Palladium (con la Chris Barber’s Jazz Band)
- 1961 - Chris Barber’s Blues Vol. I (con la Chris Barber’s Jazz Band)
- 1964 - Chris Barber Jazz Band with Ottilie Patterson (con la Chris Barber’s Jazz Band)
- 1968 - Chris Barber Plays (con la Chris Barber’s Jazz Band)
- 1971 - Spring Song
- 1973 - Best Yet (con la Chris Barber’s Jazz Band)
- 1984 - Madame Blues and Doctor Jazz! (con la Chris Barber’s Jazz Band)
- 1988 - Barber in Berlin/Barber at the London Palladium (con la Chris Barber’s Jazz Band)
- ???? - Selftitled (con la Chris Barber’s Jazz Band e la Mr. Acker Bilk’s Paramount Jazz Band)
- ???? - Chris Barber in Concert (con la Chris Barber’s Jazz Band e il Johnny Duncan Skiffle Group)

### Singoli ed EP
- 1955 - That Patterson Girl (con la Chris Barber’s Jazz Band)
- 1955 - Chris Barber at the Royal Albert Hall (con la Chris Barber’s Jazz Band)
- 1956 - That Patterson Girl Vol. II (con la Chris Barber’s Jazz Band)
- 1957 - Blues (con la Chris Barber’s Jazz Band)
- 1959 - Chris Barber Plays the Music of Clarence and Spencer Williams Vol. I (con la Chris Barber’s Jazz Band)
- 1959 - Ottilie (con la Chris Barber’s Jazz Band)
- 1960 - Ottilie Swings the Irish (con la Chris Barber’s Jazz Band)
- 1960 - The Mountains of Mourne (con la Chris Barber’s Jazz Band)
- 1962 - I Hate Myself (For Being So Mean to You) (con la Chris Barber’s Jazz Band)
- 1963 - Strange Things
- 1964 - Baby Please Don’t Go (con Sonny Boy Williamson)
- 1969 - The Bitterness of Death/Spring Song
- ???? - Hello, Dolly!/I Shall Not Be Moved (con la Chris Barber’s Jazz Band)
- ???? - Lawdy, Lawdy Blues (con la Chris Barber’s Jazz Band)
- ???? - Weeping Willow Blues/Nobody Knows You When You’re Down and Out (con la Chris Barber’s Jazz Band)
- ???? - I Can’t Give You Anything but Love (con la Chris Barber’s Jazz Band)
- ???? - I Love My Baby/Sweet Georgia Brown (con la Chris Barber’s Jazz Band)[5]